# Iracionalni broj
Iracionalni brojevi (iz latinskog; prefiks i - ne + ratio - omjer, razmjer), su oni brojevi koje ne možemo zapisati u obliku razlomaka.
Primjeri (transcendentnih) iracionalnih brojeva su:
{\displaystyle {\begin{aligned}e&\approx 2.7182818284590452353602874...\\\pi &\approx 3.1415926535897932384626433832795028841971693993751058209749445923...\end{aligned}}}
Algebarski iracionalni brojevi su korijen iz 2, 3, 5...
Vidi promjer za jedno od objašnjenja čemu služi broj π.
Racionalni brojevi su gusto poredani po brojevnom pravcu, ali ga ipak ne ispunjavaju. Postoji mnogo točaka (iracionalnih brojeva)) koje se ne mogu izmjeriti jediničnom dužinom (nisu sumjerljive s jediničnom dužinom). Primjer: prikaz √2 na brojevnom pravcu.  

## Euklidov dokaz
Euklid je svojevremeno dokazao da korijen od 2 ne može biti racionalan, na sljedeći način:
- dopustimo da korijen od 2 jest racionalan (vidi dokaz kontradikcijom).
- onda je √2 = n/m, gdje su n i m cijeli brojevi koji nemaju zajedničkog djelitelja (jer bi inače razlomak mogli skratiti).  Ali onda {\displaystyle {\frac {n^{2}}{m^{2}}}=2}, {\displaystyle n^{2}=2m^{2}}, gdje n i m su cijeli brojevi.  Vidi se jasno da je {\displaystyle n^{2}} dijeljiv s 2.  Međutim, to bi podrazumijevalo da je i n dijeljiv s 2 jer samo parni brojevi proizvode kvadrate koji su dijeljivi s 2 ({\displaystyle 4^{2}=16}, na primjer, ali {\displaystyle 5^{2}=25}; dokaz nije složen).
- Sad je pitanje: je li m paran ili ne?  Ako je n dijeljiv s 2, onda {\displaystyle n=2r}, i {\displaystyle (2r)^{2}=2m^{2}}, {\displaystyle 4r^{2}=2m^{2}}.  Ovo pak znači {\displaystyle 2r^{2}=m^{2}} i m je dijeljiv s 2.  Ali sad smo došli do zaključka da su i m i n dijeljivi s 2, pa se razlomak može skratiti s 2; došli smo do kontradikcije. Stoga, korijen iz 2 je iracionalan.